# رتا
رتا (انگلیسی: Retta؛ زادهٔ ۱۲ آوریل ۱۹۷۰) هنرپیشه، کمدین و شیمیدان سابق اهل ایالات متحده آمریکا است.
از فیلم‌ها یا برنامه‌های تلویزیونی که وی در آن نقش داشته‌است می‌توان به پارک‌ها و تفریحات، دختران خوب، سکس و مرگ ۱۰۱ ، دیگر مردم، دیکی رابرتس، تا استخوان و پسران خوب اشاره کرد.